# Serixia formosana
Serixia formosana är en skalbaggsart som beskrevs av Stefan von Breuning 1960. Serixia formosana ingår i släktet Serixia och familjen långhorningar.
Artens utbredningsområde är Taiwan. Inga underarter finns listade i Catalogue of Life.